# Bloc des syndicats de cadres
Le Bloc des syndicats de cadres (ou « intellectuels », en hongrois : Értelmiségi Szakszervezeti Tömörülés, ÉSzT) est un syndicat hongrois.